# Henryk Tomanek
Henryk Piotr Tomanek (ur. 23 stycznia 1955 w Siemianowicach Śląskich) – polski zapaśnik stylu klasycznego, medalista mistrzostw Europy, olimpijczyk z Montrealu 1976.

## Życiorys
Startował w kategorii superciężkiej. Zawodnik śląskich klubów: AKS Chorzów (lata 1969-1975) i GKS Katowice (lata 1975-1985). Mistrz Polski w latach 1975–1979, 1983, 1985. Swój pierwszy sukces na arenie międzynarodowej odniósł zdobywając w roku 1975 na mistrzostwach świata juniorów srebrny medal w kategorii superciężkiej.
Uczestnik mistrzostw świata w: Katowicach (1974) podczas których zajął 6. miejsce, Mińsku (1975), gdzie zajął 4. miejsce, Meksyku (1978) – 5. miejsce, San Diego (1979), gdzie wystartował w stylu klasycznym – 5. miejsce i w stylu wolnym 6. miejsce, oraz w Kijowie (1983), gdzie zajął 6. miejsce w stylu klasycznym.
Srebrny medalista mistrzostw Europy w 1984 roku i brązowy medalista mistrzostw w 1981 roku.
Na igrzyskach olimpijskich w Montrealu zajął 4. miejsce w kategorii superciężkiej.